# Tysk (ätt)
Tysk (latin: Theotonicus) var en svensk uradlig frälseätt, troligen invandrad från Tyskland, adlad 1461 av kung Kristian I och känd under 1400-talet från Västergötland. Ätten Tysk är stamsläkt för adliga ätten Rosenquist som introducerades på Sveriges Riddarhus  med nummer 123.
Vapen; Sköld:I fält av silver ett rött råbockshorn, Hjälm: Två vesselhorn tre gånger delade i vitt och rött. Senare led av ätten Tysk förde i vapnet tre stormhattar ställda 2 över 1, och Sigge Tysk förde en liljebjälke, se nedan.

## Historia
Ätten ägde under 1400-talet gårdar såväl i närheten av Vinstorp i Redvägs härad (kring Ulricehamn) som invid Forstena i Västra Tunhems och Gärdhems socknar i Väne härad.
Ett antal medlemmar är nämnda i Svenskt Diplomatariums huvudkartotek över medeltidsbreven:
Olof Tysk är nämnd i maj 1535 när Jöns Olofsson, häradsdomhavande i Tjust på herr Birger Nilssons (Grip)s vägnar, utfärdar ett brev.
Den 11 juni 1552 säljer bröderna Sigge Tysk och Måns Petersson sätesgården Lund till Erik Eriksson (Gyllenstierna) den yngre till Fågelvik, som var gift med Anna Karlsdotter av Vinstorpaätten, från Vinsarp i Dalum.

## Koppling till Vinstorpaätten
| Till vänster vapnet för Bengt Uddsson (Vinstorpaätten) och till höger Sigge Tysks vapen. |  | Till vänster vapnet för Bengt Uddsson (Vinstorpaätten) och till höger Sigge Tysks vapen. |
| Till vänster vapnet för Bengt Uddsson (Vinstorpaätten) och till höger Sigge Tysks vapen. |  |                                                                                          |

Bo Johnson Theutenberg har i boken Mellan liljan och sjöbladet anfört att vapnets utformning för väpnaren Sigge Tysk till Lund, ett liljebjälke-vapen (halv delad lilja på bjälke) vilket skiljer sig från rådjurshornet som fördes av andras medlemmar, antyder en koppling till Vinstorpaätten och dess olika former av kluven sköld med halv heraldisk lilja i heraldiskt höger, och balkar i det heraldiskt vänstra fältet. (se vapen för Bengt Uddsson (Vinstorpaätten) och Sigge Tysk till vänster) I förslaget ingår också att Sigge Tysk var gift med en dotter från Vinstorpaätten, hos vilken i sin stora släktgrupp  Vinstorpavapnet med ärvdes från såväl fäderne- som mödernesidan, och matronymikon förekommer flera gånger, och att detta bör ha varit enda sättet för Olof Tysk att komma i besittning av Vinstorpaättens gård Lund.
Detta förslag stöds av att ätten Tysk hade frälse på gårdar som ägts och framdeles skulle komma att ägas av Vinstorpaätten.

## Koppling till Karl Tyske och ätten Kettelhodt
Theutenberg anför vidare en koppling till Karl Tyske (Carolus dictus Theotonici), via de från Tyskland stammande ätterna Kettelhodt (tre järnhattar) och van Hafn (von Hagen) på Vittskövle (tre järnhattar).

## Kända medlemmar
1. Olof Tysk, väpnare till Lund, adlad 18 oktober 1461 av Kristian I[6] på förbön av riddaren Staffan Bengtsson. Olof Tysks sätesgård Lund, belägen i Knätte socken i Redvägs härad, ägdes tidigare av riddaren Staffan Bengtsson (Vinstorpaätten) och dennes far riddaren Bengt Uddsson (Vinstorpaätten) med hustru Kristina Staffansdotter (tillbakaseende ulv), som fått gården i morgongåva.[3]
  1. Peter Tysk
    1. Sigge Tysk till Lund i Knätte socken. Förde ett liljebjälke-vapen (halv delad lilja på bjälke).[3]
    2. Måns Petersson (i Åsaka och senare i Lund)[3]

  2. Jöns Tysk, (nämnd 1525-1535) i Kinds härad, (möjligen Samma som Jöns Olofsson, häradsdomhavande i Tjust nämnd ovan), och fick gods av Gustav Vasa,[7] och ägde bland annat godsen Terbygård, Wätompt, Alarp, Håkanaboda, Bjergahegnadt och Haraldstorp, vilka ärvdes av hans brorson Anders Andersson,[1]
  3. Anders Tysk,[1] (Olofsson) väpnare.[7]
    1. Anders Andersson, ärvde av sin farbror Jöns Tysk bland annat godsen Terbygård, Wätompt, Alarp, Håkanaboda, Bjergahegnadt och Haraldstorp, son till föregående. Fick 1548 den 11 april frälse av kung Gustav Vasa, och erhöll sköldemärke, nämligen i skölden tre blå rosor på en avhuggen kvist i vitt fält och på hjälmen en ros. Stamfader för adliga ätten Rosenquist nummer 123.[1]
      1. Sven Andersson Tysk, till Alarp i Redvägs härad. Gift med Anna Nilsdotter, dotter av hövitsmannen Nils Arvidsson (Drake af Intorp) och Ingeborg Olofsdotter av gamla drakeätten (flygande drake)[1]
        1. Anders Svensson, introducerad 1627 på Sveriges Riddarhus under ätten Rosenquist under nummer 95, vilket sedan ändrades till nummer 123, se denna.

    2. Jöns Andersson, känd som Jonas Andreae, präst i Moheda.[7]
      1. Nils Jönsson, adlad Rosenqvist.
      2. Anders Jönsson, känd som Jonas Andres Jonae, präst i Moheda,[7]

Senare generationer:
1. Jakob Tysk, stupad i slaget vid Lund 1676, ryttmästare i Västgöta kavalleriregemente.[3]
  1. Jakob Tysk d y, kornett.[3]
  2. Katarina Tysk, gift med Olof Andersson Winbo.[3]
  3. Olof Tysk (död 1729). Gift med 1) Elin Hansdotter (Tysk?) och 2) med Anna Plantina von Schwartzenhoff.

Oklar koppling:
- Henrik Tysk till Torsbo (tre järnhattar), västgötsk häradshövding, nämnd 1532-1555.[3]
- Velam Tysk till Horshaga (nämnd 1529 – 1560), västgötsk häradshövding och fogde.[3]

Theutenberg anser att dessa två var bröder och möjligen söner till fogden och frälsemannen Jöns Tysk (nämnd 1525-1535) i Kinds härad.